# Eigentümergrundschuld
Die Eigentümergrundschuld ist eine Grundschuld für den im Grundbuch eingetragenen Eigentümer. Als Ausweis der Grundstücksbelastung beschreibt sie die getilgte Kreditsumme aus der vormals zugrundeliegenden Forderung. Geregelt ist die Eigentümergrundschuld in § 1196 BGB. 
Die Eigentümergrundschuld kann über zwei Wege entstehen. Zum einen kann sich der Eigentümer auf sein Grundstück selbst eine Eigentümergrundschuld ins Grundbuch eintragen lassen um sie für eine spätere Verwendung zu reservieren (§ 1196 Abs. 2 BGB). Wird die (reservierte) Eigentümergrundschuld später an einen Dritten übertragen, verwandelt sie sich in eine Fremdgrundschuld und damit eine Belastung des Grundstücks. 
Zum anderen kann eine durch das Kreditinstitut eingetragene Hypothek nach Abzahlung des besicherten Darlehens durch den Eigentümer automatisch in eine Eigentümergrundschuld umgewandelt werden. Dies ist in § 1177 BGB geregelt. Es handelt sich also um eine gesetzliche Regelung. In diesem Fall geht der Eigentümer der Löschungsbewilligung des Kreditinstituts nicht nach.
Eine Eigentümergrundschuld ist häufig als solche nicht zu erkennen, weil im Grundbuch in der Regel noch das alte Recht mit dem ehemaligen Gläubiger steht. In diesem Fall liegt eine verdeckte Eigentümergrundschuld vor. Bei Pfändung muss die Eigentümergrundschuld allerdings ausdrücklich als eine solche bezeichnet werden.